# Ejército Unido Libertador del Perú
El Ejército Unido Libertador del Perú, durante las últimas campañas nombrado de forma descriptiva como Ejército Unido peruano colombiano Libertador del Perú, fue un ejército durante la guerra de Independencia del Perú que tuvo su origen en la Expedición Libertadora del Perú, al mando de José de San Martín en 1820. Sucesivamente, se fueron creando nuevos regimientos peruanos, organizados hasta el final de la guerra, y que son el origen del Ejército del Perú.  También se pasaron unidades del bando realista, como el Regimiento Numancia. Estas tropas estuvieron conducidas por los generales Rudecindo Alvarado y Andrés de Santa Cruz en las sucesivas campañas sobre los puertos del sur peruano.  Y por último, en 1823, a este Ejército Unido Libertador se les sumó las recién llegadas unidades del ejército de la Gran Colombia al mando de Simón Bolívar. Este ejército peruano-colombiano estuvo comandado por Antonio José de Sucre en la campaña final de Ayacucho. 

## Formaciones peruanas
La creación de la Bandera del Perú por decreto del 21 de octubre de 1820 fue el preámbulo de la organización del ejército peruano. El 18 de agosto de 1821 se creó la “Legión Peruana de la Guardia”. En septiembre de 1821 el “Cazadores del Perú” cambió de nombre a Batallón de Infantería N° 1. En las batallas de Junín y Ayacucho estuvieron presentes los batallones de Infantería N° 1, N° 2 y N° 3 y la “Legión Peruana”. 
El primer comandante del Ejército Unido fue José de San Martín hasta su retirada tras la entrevista de Guayaquil. Le sucede en el mando el general Rudecindo Alvarado, que participó en las campañas de Torata y Moquegua.
| Unidades                                | Comandantes            | Fecha de creación    | Historial | Historial |
| --------------------------------------- | ---------------------- | -------------------- | --- | --- |
| Escuadrón Granaderos a Caballo del Perú | José Félix Aldao       | octubre de 1820      | Fue la primera unidad creada del ejército con el nombre de "Escuadrón de Auxiliares de Ica" que cambio de nombre a "Escuadrón Granaderos a Caballo del Perú". Fue refundido para integrarse a los "Húsares de la legión peruana de la Guardia". | Fue la primera unidad creada del ejército con el nombre de "Escuadrón de Auxiliares de Ica" que cambio de nombre a "Escuadrón Granaderos a Caballo del Perú". Fue refundido para integrarse a los "Húsares de la legión peruana de la Guardia". |
| Batallón Cazadores del Ejército         | José M. Aguirre        | noviembre de 1820    | Creado en Huaura. Destruida en la segunda expedición a Puertos Intermedios. Refundida en otras unidades. | Creado en Huaura. Destruida en la segunda expedición a Puertos Intermedios. Refundida en otras unidades. |
| Batallón de infantería N.º 1            | José Antonio Mangas    | enero de 1821        | Creado en Huancayo con el nombre de Batallón de "Veteranos de Jauja". Cambio de nombre a Batallón de Leales del Perú o Batallón de Infantería N.º 1 "Cazadores del Perú". En 1822 tomó el nombre de "Batallón de Infantería de Línea N.º 1 del Perú. | Creado en Huancayo con el nombre de Batallón de "Veteranos de Jauja". Cambio de nombre a Batallón de Leales del Perú o Batallón de Infantería N.º 1 "Cazadores del Perú". En 1822 tomó el nombre de "Batallón de Infantería de Línea N.º 1 del Perú. |
| Húsares de la Escolta del General       | Pedro Benigno Raulet   | julio de 1821        | Son las dos compañías de Cazadores de la escolta del general (de los Andes) que se refunden con unidades del Perú y se renombran tras su ingreso en Lima por “Húsares de la Legión Peruana de la Guardia”, y pasan a formar parte de la "Legión Peruana de la Guardia". | Son las dos compañías de Cazadores de la escolta del general (de los Andes) que se refunden con unidades del Perú y se renombran tras su ingreso en Lima por “Húsares de la Legión Peruana de la Guardia”, y pasan a formar parte de la "Legión Peruana de la Guardia". |
| Legión Peruana de la Guardia            | Marqués de Torre Tagle | 18 de agosto de 1821 | La Legión se componía de un batallón de Infantería al mando del coronel William Miller; dos escuadrones de Húsares del Perú (que desde 1824 se renombran como Húsares de Junín), a órdenes del coronel Federico Brandsen; y una compañía de Artillería volante o ligera de cien plazas a órdenes del capitán, José Álvarez de Arenales. Participó en la Campaña de Junín y Ayacucho. | La Legión se componía de un batallón de Infantería al mando del coronel William Miller; dos escuadrones de Húsares del Perú (que desde 1824 se renombran como Húsares de Junín), a órdenes del coronel Federico Brandsen; y una compañía de Artillería volante o ligera de cien plazas a órdenes del capitán, José Álvarez de Arenales. Participó en la Campaña de Junín y Ayacucho. |
| Batallón N.º 2 de Trujillo              | Félix de Olazábal      | 1821                 | Campaña de Riobamba y Pichincha. Campaña de Junín y Ayacucho. | Campaña de Riobamba y Pichincha. Campaña de Junín y Ayacucho. |
| Batallón N.º 3                          | ---                    | 1821                 | Campaña de Junín y Ayacucho. Primer sitio del Callao. | Campaña de Junín y Ayacucho. Primer sitio del Callao. |
| Batallón N.º 4 de Piura                 | Juan Pardo de Zela     | 1823                 | Destruido en la Campaña de Zepita. | Destruido en la Campaña de Zepita. |
| Escuadrón de Cazadores del Perú         | José Segundo Roca      | 1821                 | Sus dos escuadrones de Trujillo y de Paita hicieron la Campaña de Riobamba y Pichincha bajo el mando de Antonio Sánchez comandante de los Andes. | Sus dos escuadrones de Trujillo y de Paita hicieron la Campaña de Riobamba y Pichincha bajo el mando de Antonio Sánchez comandante de los Andes. |

## Formaciones rioplatenses y chilenas

### La Expedición Libertadora del Perú
El Comandante en jefe de la Expedición Libertadora era el general rioplatense José de San Martín, quien había comandado el Ejército Unido Libertador de Chile. San Martín inició su vida militar en España, a donde se trasladó con toda su familia poco antes de cumplir los ocho años. A los 12 se enroló en el regimiento de Murcia y se enfrentó contra ingleses, portugueses y contra el ejército napoleónico que invadió España. De regreso a su tierra natal se incorporó al ejército argentino para enfrentar a las tropas realistas.  San Martín se opuso a atacar directamente el Alto Perú y preparó un ejército que derrotara a los españoles en Chile, que permitiera llegar al Perú por mar, convencido de que sólo libertando este país podría consolidarse la Independencia de América del Sur. Por el estancamiento de su estrategia militar, el desacuerdo con Bolívar, y luego de establecer las bases del Perú independiente, con el primer Congreso Constituyente de nuestra vida republicana, San Martín renunció al poder a favor de sus legítimos representantes y se retiró del Perú.
Como jefe del Estado Mayor se encontraba el general rioplatense Juan Gregorio de Las Heras. La intendencia siguió a cargo del general rioplatense Juan Gregorio Lemos, cargo que desempeñó desde 1816. Y el parque, a cargo del sargento mayor Luis Beltrán, fraile que lo había conducido en 1817, al cruzar la cordillera de los Andes. 
El Ejército Unido estaba formado por un 85% de tropas chilenas organizadas en dos divisiones una llamada "De Chile"(2.466 hombres) y otra "De Los Andes"(1.918 hombres). Mientras que por la vía marítima iba el marino escocés Thomas Cochrane como comandante en jefe de la escuadra naval, cuyas fuerzas eran de 4000 chilenos y 624 extranjeros, mayormente británicos y todas las unidades portaban la bandera de la expedición libertadora y cuyo diseño se le atribuye al chileno Bernardo O'Higgins,[cita requerida]. 
El orden de los batallones es el siguiente:
| Cuerpos                                                     | Comandantes                           | Oficiales | Clase y soldados | Clase y soldados | Historial | Historial |
| ----------------------------------------------------------- | ------------------------------------- | --------- | ---------------- | ---------------- | --- | --------- |
| Cuerpo de Artillería                                        | teniente coronel José Manuel Borgoño  | 27        | 363              | 363              | Campañas de Pasco e Ica, sublevado en el Callao, 16 oficiales chilenos son liberados por Rodil durante el sitio. |           |
| Batallón N.º 2 de Chile                                     | sargento mayor José Santiago Aldunate | 30        | 600              | 600              | Campañas de Pasco e Ica, destruido en el Combate de Iquique (1823), restos refundidos. |           |
| Batallón N.º 4 de Chile                                     | teniente coronel Santiago Sánchez     | 28        | 651              | 651              | Reforzado en el Perú con reclutas afroperuanos tras el desembarco de San Martín, los soldados chilenos pasan a engrosar los batallones N.º 2 y 5. Campañas de Mirave y Torata donde es diezmado, restos sublevados en el Callao o retornados a Chile. |           |
| Batallón N.º 5 de Chile                                     | coronel Mariano Larrazábal            | 20        | 324              | 324              | Destruido en la batalla de Moquegua, restos refundidos. |           |
| Batallón N.º 7 de los Andes                                 | coronel Pedro Conde                   | 22        | 439              | 439              | Fusionado con el batallón N.º 8 en el regimiento del Río de la Plata en 1822, sublevado en el Callao. |           |
| Batallón N.º 8 de los Andes                                 | coronel Enrique Martínez              | 18        | 462              | 462              | Fusionado con el Batallón N.º 7 en el regimiento del Río de la Plata en 1822, sublevado en el Callao. |           |
| Batallón N.º 11 de los Andes                                | sargento mayor Román Deheza           | 28        | 562              | 562              | Destruido en la batalla de Moquegua, restos refundidos. |           |
| Regimiento de Granaderos a Caballo                          | coronel Rudecindo Alvarado            | 30        | 3 escuadrones    | 3 escuadrones    | Campañas de Pasco, Riobamba y Pichinca, diezmado en la batalla de Moquegua, parte sublevado en el Callao, 1 escuadrón presente en las campañas de Junín y Ayacucho.                                                                                   |           |
| Regimiento de Cazadores a Caballo de la Escolta del General | coronel Mariano Necochea              | 25        | 2 escuadrones    | 2 escuadrones    | Fusionado con los Granaderos a Caballo en 1822. |           |

### Regimiento del Río de la Plata
Fue creado en el Perú con la fusión de los batallones N.º 7 y N.º 8 de los Andes y a los que se entregó una nueva bandera con colores propios en 1823, y que fue devuelta a Argentina en 1826 siendo confundida por la historiografía argentina con la bandera del ejército de los Andes sin embargo dicha bandera de los Andes había quedado en Chile y había sido entregada al cabildo de Mendoza. El regimiento protagonizó la Sublevación del Callao.

### Expedición de Benavente y combatientes chilenos en Ayacucho
Las fuerzas chilenas en el Perú quedaron muy disminuidas luego de la derrota en la batalla de Moquegua, de tal forma que el general Pinto desde Bellavista las describió en carta a O'Higgins el 11 de abril de 1823:

La jornada desgraciada de Moquegua ha concluido con el ejército de Chile, i solamente quedan algunas reliquias que en nuestro país podrán organizarse. El batallón número 4 ha quedado con 300 i pico de plazas, el número 5 con 60 i tantas, el número 2 con 80. No hemos recibido un recluta porque no los hai en abundancia, i los pocos que vienen son para el ejército del Perú.

Los pedidos de auxilio que Bolívar había efectuado a Chile dieron como resultado el envío de una expedición de 2.000 soldados al mando de Benavente. La flota partió de Valparaíso el 15 de octubre de 1823 transportando los batallones N° 7 y 8 al mando de Rondizoni y de Beauchef, junto con 700 caballos a cargo de Viel y 300 reclutas destinados a engrosar los batallones N° 2 y 5, al mando del coronel Santiago Aldunate. A principios de enero de 1824 la expedición regresó a Coquimbo cuando iba desde Arica a Santa, previo a sacrificar los caballos, por orden del general Pinto. Llegando únicamente al puerto de Santa los soldados de Aldunate, debido a que su buque se hallaba separado del resto y no recibió la orden de regreso. Se dirigieron al Callao, situándose en el pueblo cercano de Bellavista, cuando se produjo la sublevación de la plaza. Sucre intercambió a Aldunate los soldados chilenos por reclutas peruanos y los incorporó al Batallón Vargas y a la caballería colombiana. Esos chilenos participarían junto a otros chilenos que estaban integrados en los Granaderos a Caballos y en la Batalla de Ayacucho. Los mil efectivos pasaron a formar parte del ejército de Perú y Colombia formando parte de las armas de caballería e infantería.
Tras la expedición de Benavente no hubo ningún otro refuerzo expedicionario de Chile, y su jefe en el Perú, Antonio Pinto, no pudo cambiar el estatus de las fuerzas chilenas, distribuidas sin bandera en el resto del ejército libertador, de manera que no hubo ninguna unidad con bandera chilena en la Batalla de Ayacucho. Sin embargo, el número de combatientes chilenos en dicha campaña militar de 1824 se estima en torno a 400 hombres, que estaban distribuidos uniformemente entre los cuerpos de caballería e infantería del Perú y de Colombia. En el ejército de Colombia, unos 100 efectivos iban incorporados al batallón Pantano de Vargas y otros 100 jinetes en el regimiento de caballería Húsares de Colombia, al mando de Silva. El resto de combatientes chilenos estaban distribuidos entre los cuerpos peruanos de la misma arma, especialmente la caballería peruana, y en los Granaderos de los Andes, que si iban con bandera propia por orden de Simón Bolívar.

## Formaciones grancolombianas
En octubre de 1822 enviados por Bolívar arribaron al Perú provenientes de la recientemente anexada Provincia Libre de Guayaquil los primeros 2.000 soldados grancolombianos formando la división al mando de Juan Paz del Castillo, que reunidas junto con el Batallón Voltígeros de la Guardia, formarían dos brigadas al mando de Jacinto Lara y José María Córdova, con instrucciones de no comprometerlos en campaña, y tras negarse a participar en la próxima campaña de Rudecindo Alvarado, que concluyó en las batallas de Torata y Moquegua, se reembarcaron para Guayaquil en fecha del 25 de diciembre de 1822. 
Posteriormente el presidente de Colombia, Simón Bolívar, que acudió llamado por el Primer Congreso peruano, incorporó al Ejército Unido las dos expediciones colombianas de unos 3.000 hombres cada una, llegadas antes al Perú con Sucre, la primera del 17 de marzo de 1823 y la segunda del 12 de abril, y que éste había salvaguardado durante la campaña de Zepita. 
En el tratado firmado por el representante peruano Portocarreno y el general grancolombiano Paz del Castillo, se estableció que la Gran Colombia enviaría 6.000 soldados al Perú, debiendo hacerse cargo este último país de transportarlos, pagarles mientras estuvieran al servicio del Perú, sostener su equipamiento y reparar su armamento y finalmente repatriarlos a su costa. Acordándose además:

Siendo muí costoso i difícil que Colombia llene las bajas de un ejército en el Perú con reemplazos enviados de su territorio, el gobierno del Perú se obliga a reemplazarlos numéricamente, sea cual fuere la causa de estas bajas. Estos reemplazos se darán como vayan ocurriendo las bajas, pues de otro modo el ejército de Colombia no podria contar con la fuerza necesaria para obrar.

Inmediatamente a la firma del tratado comenzaron a embarcarse en Guayaquil los primeros 3.000 soldados colombianos con rumbo al Perú. La división estaba compuesta por los batallones de infantería: Vencedor en Boyacá, Voltígeros, Pichincha (los 3 embarcados el 13 de marzo de 1823), Rifles de Bomboná (embarcado el 12 de abril), Bogotá, y de los escuadrones de caballería Húsares, Dragones y Granaderos (embarcados desde el 14 de abril). Por lo que Bolívar pudo contestar al representante peruano:

Señor jeneral: responda US. al gobierno del Perú que los soldados de Colombia ya están volando en los bajeles de la República para ir a disipar las nubes que turban el sol del Perú.

La llegada de Simón Bolívar a Lima el 1 de septiembre de 1823 fue saludada por una proclama de Sucre hacia el Ejército Unido:

Soldados: el hijo de la victoria ha pisado el Perú. El ilustre Bolívar llegó a las playas de Lima, i a su sombra desaparecen los peligros de la Patria.

Soldados: entregando el mando del ejército unido al Libertador de Colombia, mi corazón siente el placer inmenso de consideraros triunfantes bajo el jenio destinado por la América para humillar el orgullo español.

Peruanos: vuestra independencia está asegurada: los votos de los Incas quedarán cumplidos; la tierra del Sol será libre.

Chilenos: vosotros fuisteis los primeros en tremolar los estandartes americanos sobre las costas del Perú: llevadlos con nuevos laureles hasta el trono de Atahualpa.

Arjentinos: desde las márjenes de la Plata hasta el Ecuador, vuestras armas vencedoras se emplearon siempre en favor de vuestros hermanos: completad los servicios que os exige un pueblo amigo, para que el nuevo mundo os agradezca los bienes de la paz.

Colombianos: Bolívar os dio Patria i os condujo siempre a la gloria: él os invita a nuevos combates por la libertad; seguid sus pasos; un dia de Boyacá os volverá a Colombia.

En una carta al Almirante Martin George Guisse, fechada el 28 de abril de 1824, Bolívar describió el Ejército Unido formado: "para hoy de 7.000 colombianos y 3.000 peruanos, está acantonado en la sierra, desde Huaraz hasta Cajabamba, ocupando con cuerpos de observación hasta Huánuco. Las partidas de guerrillas de peruanos se extiende hasta Lurín y Aznapuquio en las inmediaciones de Lima."
Simón Bolívar, asumió la presidencia del Perú y tomó el mando del Ejército Unido, explicando en la misma carta que : "A mediados de mayo entrante estarán sobre las costas del Perú 3000 veteranos de Colombia, que se han ido a buscar al Istmo de Panamá, y deben estar ya navegando para Guayaquil, según aviso de los comandantes generales de estos departamentos. Además, de Guayaquil y Quito vendrán, dentro de doce a quince días, 1.500 hombres de las tropas que pacificaron a la rebelde Pasto."
El 8 de mayo de 1824 Bolívar escribió al general Juan Paz del Castillo, pidiéndole que embarque los soldados "en el Istmo, y, para estos 4.000 hombres debe Vd. tener todo preparado y mandarlos a buscar, porque no se deben detener un momento en el Istmo porque son tropas de la Guardia y las mejores que podemos traer al Sur. Tenga muy bien entendido que estos 4.000 hombres son independientes de los 3.000 que deben estar navegando ya del Istmo para acá".

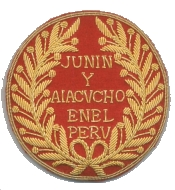
parche conmemorativo por las campañas de Junín y Ayacucho

Bolívar se retiró a Lima tras la batalla de Junín explicando a Paz del Castillo sus razones en otra carta fechada el 2 de noviembre de 1824: "Yo estaba en las riberas del Apurimac con el ejército, ocupando gran parte de la provincia del Cuzco, cuando supe que venían 10.000 hombres de Colombia, y dos millones de pesos de Inglaterra que estaban por llegar; que el "Asia -Navío español- había entrado en el Callao, y que Lima permanecía aún en poder de los españoles. Todos estos motivos reunidos me decidieron a venir a la costa para tomar las medidas correspondientes.".
Bolívar traspasó el mando de los cuerpos militares de la sierra al general Antonio José de Sucre, quien dirigirá el Ejército Unido en la batalla de Ayacucho y finalmente en la independencia del Alto Perú. El cuerpo de la costa que mantuvo el sitio del Callao quedará al mando del general Bartolomé Salom hasta la capitulación de las fortalezas del Real Felipe en enero de 1826, Con la capitulación de El Callao finalizaba el proceso de la independencia del Perú.

### Organización en la batalla en Ayacucho
| Ejército Unido Libertador del Perú (1824) Comandante en Jefe - Antonio José de Sucre Jefe de estado mayor - Agustín Gamarra Primer ayudante de campo - Francis Burdett O'Connor |

| División del Perú (Izquierda), jefe de división José de La Mar - Batallón de Línea número 1, jefe Francisco de Paula Otero - Batallón de Línea número 2 (Trujillo), jefe Ramón Gonzales - Batallón de Línea número 3 (Callao), jefe Miguel Benavides - Batallón de la Legión Peruana, jefe José María Plaza |

| División 1º de Colombia (Reserva), jefe de división Jacinto Lara - Batallón Vencedor, jefe Ignacio Luque - Batallón Vargas, jefe José Trinidad Moran - Batallón Rifles , jefe Arthur Sandes |

| División 2º de Colombia (Derecha), jefe de división José María Córdova - Batallón Bogotá, jefe León Galindo - Batallón Voltígeros, jefe Pedro Guash - Batallón Pichincha, jefe Manuel León - Batallón Caracas, jefe José Leal |

| División de Caballería, jefe de división William Miller - 2 escuadrones de Húsares de Junín, jefe Isodoro Suárez - 1 escuadrón de Granaderos a Caballo de los Andes - 2 escuadrones de Granaderos de Colombia, jefe Lucas Carvajal - 2 escuadrones de Húsares de Colombia, jefe José Laurencio Silva |

### Campaña libertadora del Alto Perú

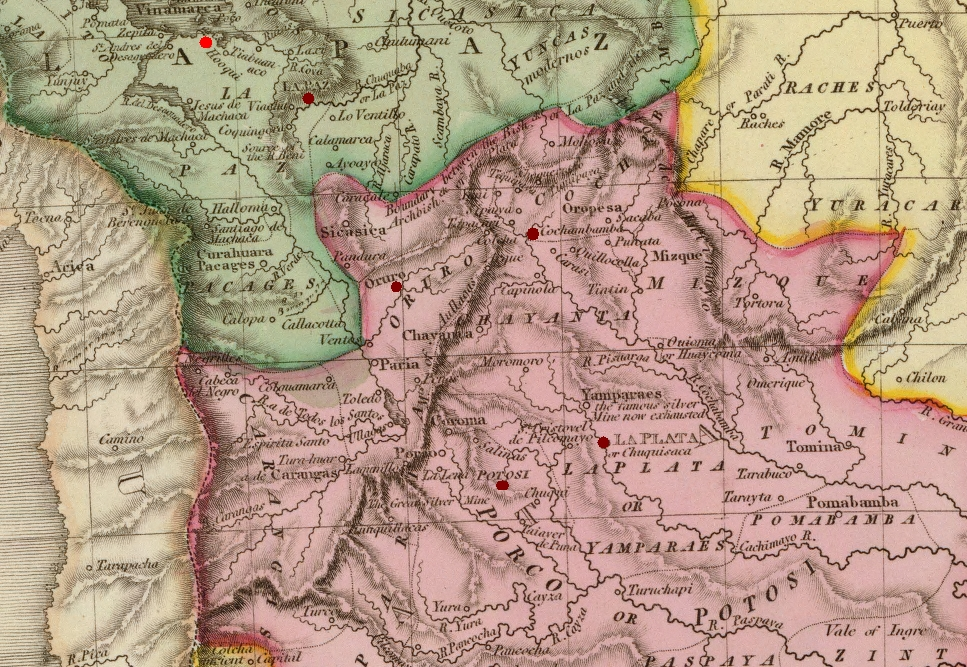
Alto Perú de John Pinkerton.

El general español Pedro Antonio Olañeta, jefe realista del Alto Perú, no aceptó la Capitulación y anunció su deseo de seguir batiéndose por el rey. Sucre abrió entonces campaña en dicho territorio, cruzando el río Desaguadero con la división de Córdova y la división del Perú del ejército libertador. Bastiones y unidades realistas capitularon unas tras otras. La guerra regular en el Alto Perú terminó con el combate de Tumusla, donde el mismo Olañeta resultó victimado en una balacera desatada por sus propios soldados.
El gobierno del Perú (lo mismo que el rioplatense el 9 de mayo de 1825), emitió un decreto donde pidió la delimitación de la fronteras y también dejó en libertad a Simón Bolívar para resolver la pertenencia del Alto Perú a la Argentina o el Perú, o la independencia de Bolivia que fue lo que finalmente ocurrió.

Resolución del Congreso constituyente del Perú se deja al juicio del Libertador el establecimiento de un gobierno provisorio en las provincias indemnización para el caso de que las Altas queden separadas de las del Perú. Decreto del 23 de febrero de 1825: 

artículo 3º: que si verificada la demarcación según el artículo constitucional resultaren las provincias Altas separadas de esta república el gobierno a quien pertenecieren indemnizará al Perú los costos causados en emanciparlas.

### Rendición de los castillos del Callao

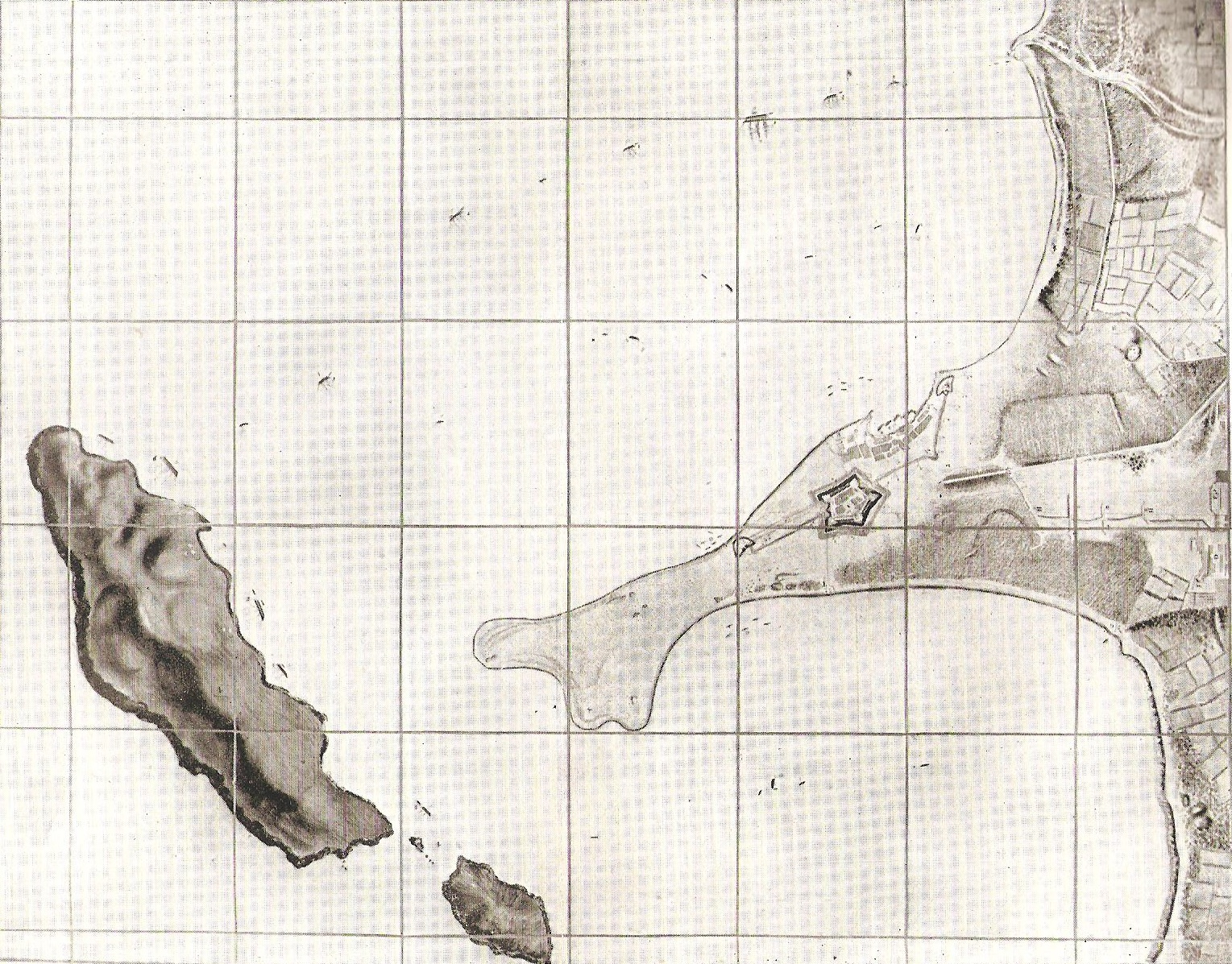
Plano de la Plaza del Callao que representa la posición y trabajos del Ejército sitiador y el de su escuadra bloqueadora por fin del sitio que terminó en 23 de enero de 1826.

Otro militar español que se negó a acatar los términos de la capitulación fue José Ramón Rodil quien, al mando de la Fortaleza del Real Felipe en el Callao, se mantuvo tercamente leal al rey de España. Como recordaremos, dicha fortaleza había vuelto a poder realista en febrero de 1824, con el motín del Callao. La defensa de la fortaleza estuvo encomendada a los batallones realistas peruanos de Lima y de Arequipa.
Bolívar acentuó el sitio de dicho bastión, cortándole todo género de suministros, tanto por tierra como por mar. Tras más de 700 días de empecinada resistencia, recién el 23 de enero de 1826, Rodil aceptó capitular, entregando la Fortaleza al ejército sitiador. José Bernardo de Tagle y 8.000 habitantes de Lima refugiados en la fortaleza, asilados o partidarios de la monarquía española, habían fallecido en el asedio, víctimas de la hambruna o de enfermedades, entre ellos 6.000 por escorbuto.
La capitulación permitió la salida de los últimos supervivientes civiles y militares del Ejército Real del Perú, 700 civiles (de 8000 habitantes de Lima refugiados) y 400 soldados (de los 2800 de los batallones de Lima y Arequipa que existían al inicio). La mayoría de los civiles refugiados había ya fallecido y los restantes quedaron como sospechosos a las nuevas autoridades de la República y muchos, en efecto, también fueron exiliados a España, junto con los 12,000 civiles españoles con anterioridad expulsados de Lima desde la llegada de José de San Martín. Rodil se llevaba las banderas de los regimientos Real Infante y del Regimiento de Arequipa, siendo el último jefe de los realistas en Sudamérica. Embarcó hacia España en la fragata inglesa «Briton» y de esta manera culminaba el proceso independentista de Sudamérica.